# Romanos 15

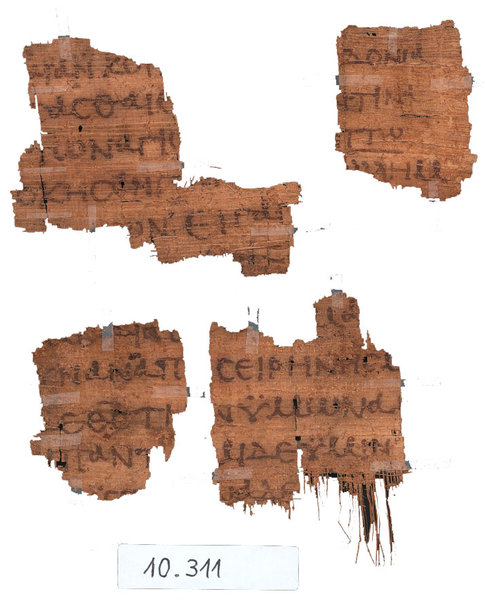
Epístola a los romanos 15:26-27, 32-33 en el Papiro 118, escrito en el.

Romanos 15 es el decimoquinto capítulo de la Epístola a los Romanos del Nuevo Testamento de la Biblia cristiana. Su autor es Pablo el Apóstol, mientras se encontraba en Corinto a mediados de los años 50 d. C., con la ayuda de un amanuense (secretario), Tercio, que añade su propio saludo en Romanos 16:22.

## Texto

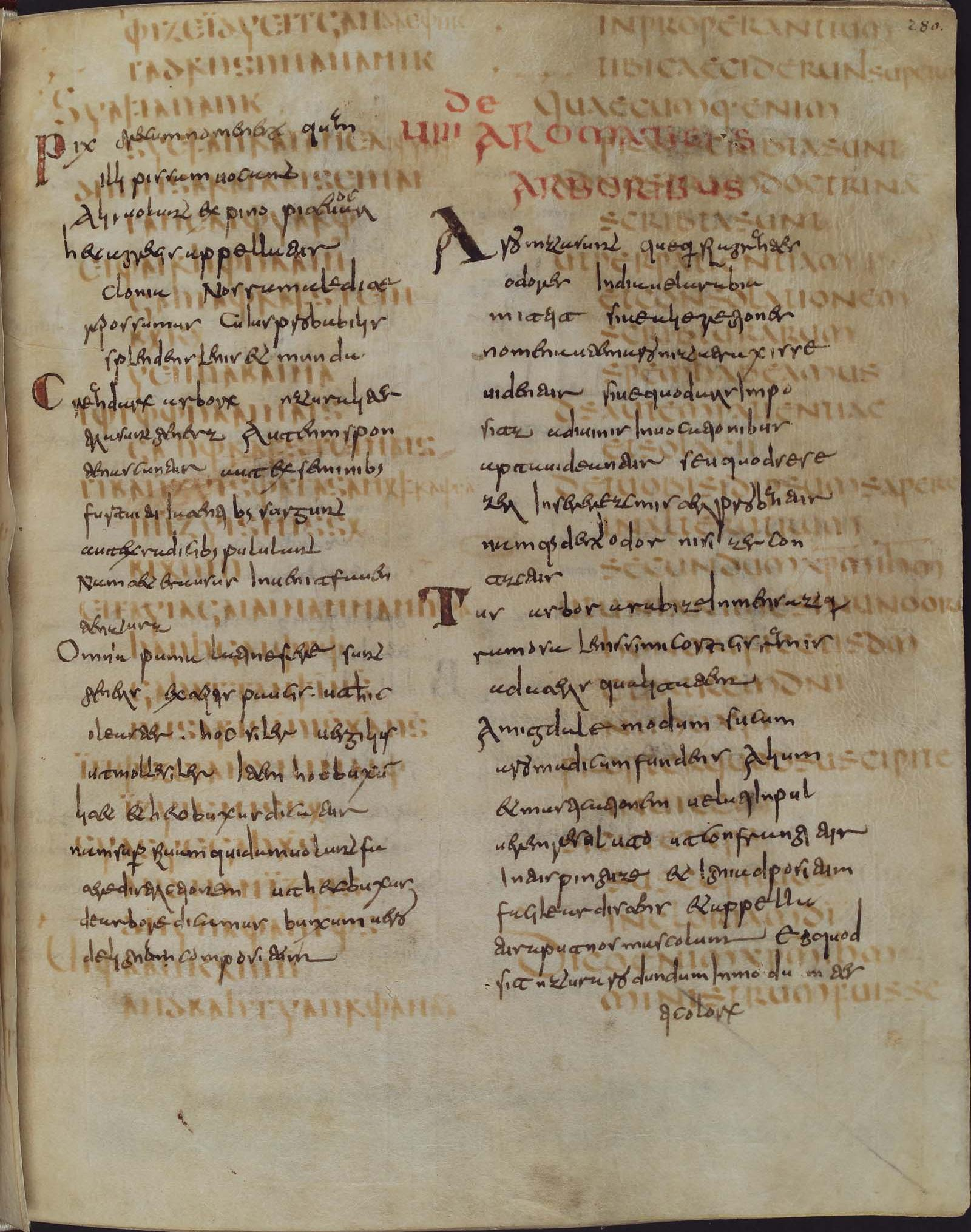
Romanos 15:3-8 en Codex Carolinus

El texto original estaba escrito en griego koiné.

### Testigos textuales
Algunos manuscritos antiguos que contienen el texto de este capítulo son:
- En griego:
  - Papiro 118 (siglo III; existen los versículos 26-27, 32-33)
  - Codex Vaticanus (325-350 d. C.)
  - Códice Sinaítico (330-360)
  - Códice Alejandrino (400-440)
  - Codex Ephraemi Rescriptus (~450; completo)
- En lengua gótica
  - Codex Carolinus (siglos VI-VII; existen los versículos 3-13)
- En latín
  - Codex Carolinus (siglos VI/XVII; existen los versículos 3-13)